# Tverregga
Tverregga (norwegisch für Querrücken) ist ein Gebirgskamm im ostantarktischen Königin-Maud-Land. Er ragt 5 km westlich des Bergs Hallgrenskarvet in der Kirwanveggen auf.
Norwegische Kartografen verliehen der Gruppe einen deskriptiven Namen und kartierten sie anhand von Vermessungen und Luftaufnahmen der Norwegisch-Britisch-Schwedischen Antarktisexpedition (1949–1952) und Luftaufnahmen der Dritten Norwegischen Antarktisexpedition (1956–1960).